# Denzil Douglas
Denzil Llewellyn Douglas (Saint Paul Capesterre, San Cristóbal y Nieves, 14 de enero de 1953) es un político sancristobaleño que fue el primer ministro de San Cristóbal y Nieves entre 1995 y 2015. En 1989 se convirtió en el líder del Partido Laborista de San Cristóbal y Nieves y ganó las elecciones generales en 1995. El 7 de julio de 1995 fue proclamado primer ministro. También ocupó el cargo de Ministro de Exteriores hasta 2000. Fue reelegido primer ministro en las elecciones de 2000, 2004 y 2010. Se graduó en la Universidad de las Indias Occidentales y tiene una hija y un hijo.